# 張文 (宣德進士)
張文（1403年—？），字從周，福建福州府懷安縣人，明朝政治人物。同進士出身。

## 生平
宣德四年（1429年），福建己酉乡试中舉。宣德五年（1430年）中庚戌科進士，官至广东按察使司副使。

## 家族
曾祖父張致申。祖父張時中。父亲張濟。